# مالو اجدسگارد
مالو اجدسگارد (انگلیسی: Malou Ejdesgaard؛ زادهٔ ۱۳ مارس ۱۹۹۱) بازیکن سابق تنیس اهل دانمارک است.